# Vetési lúd

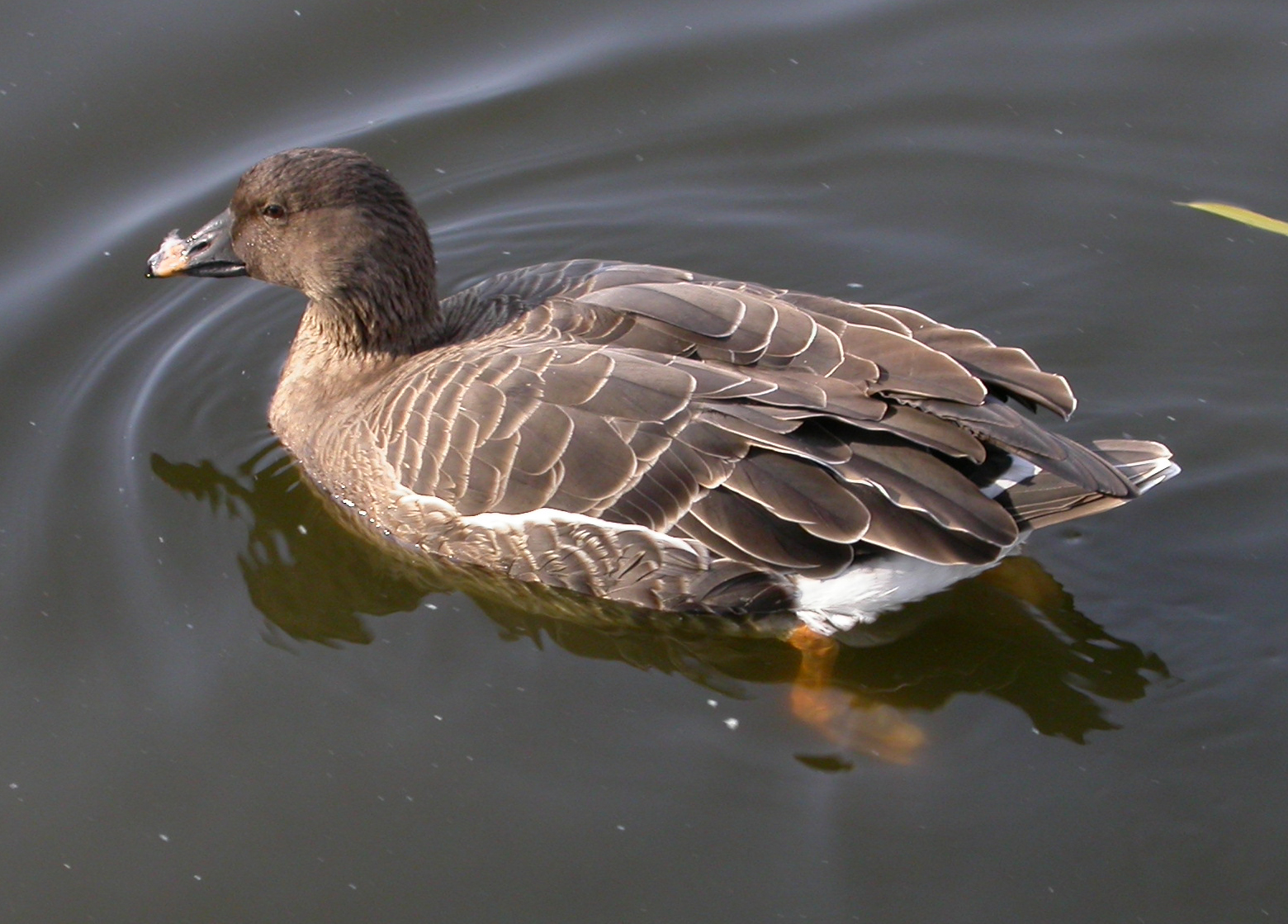

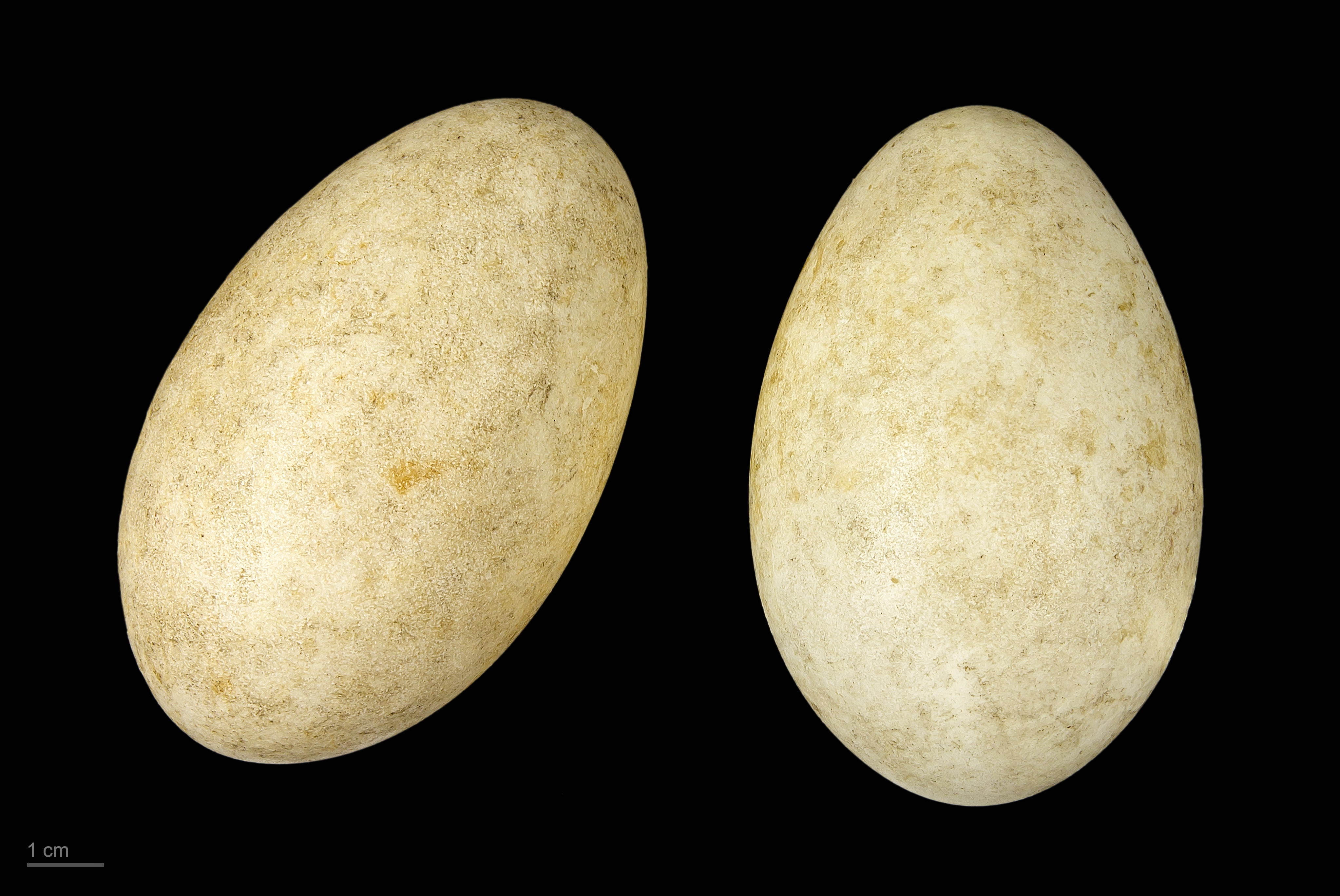
Anser fabalis

A vetési lúd, lazsnak lúd, vagy téli lúd (Anser fabalis) a madarak osztályának a lúdalakúak (Anseriformes) rendjébe, ezen belül a récefélék (Anatidae) családjába tartozó faj.

## Elterjedése, élőhelye
Európa és Ázsia északi részén, vizek közelében, folyópartokon költ. A Kárpát-medencében rendszeres telelő.
A vízparthoz közeli, nyílt élőhelyeket kedveli.

## Alfajai
- Anser fabalis fabalis – Európa északi része
- Anser fabalis johanseni – Szibéria keleti része
- Anser fabalis middendorffii Szibéria nyugati része

Változás
A korábban egy fajként kezelt vetési ludat (Anser fabalis) 2019 óta az MME és annak ernyőszervezete, a BirdLife International két fajnak tekinti az IOC listája (International Ornithological Congress World Bird List) alapján. Így, a megfigyelések szerint gyakoribb rossicus alfaj az Anser serrirostris külön faj alfaja lett, amit hivatalosan a magyar nomenklatúrában tundralúdnak neveztek el. Ez a hazánkban leginkább előforduló, vadászható, korábbi alfaj kinézetében a vetési lúd (Anser fabalis) fabalis törzsalakjához igen hasonló. Ez utóbbi szintén tagja a magyar faunának, de a telet leginkább Nyugat-Európában tölti, Magyarországon pedig kifejezetten ritkán tűnik fel a telelő libacsapatokban.
- tundralúd Anser serrirostris (korábban Anser fabalis serrirostris) Szibéria keleti része
  - Anser serrirostris rossicus (korábban Anser fabalis rossicus) Oroszország északi része

## Megjelenése
Méretében nagyon hasonlít a nyári lúdra (Anser anser), testhossza 66–84 centiméter, a szárnyfesztávolsága 142–175 centiméteres, testtömege  2200–4000 gramm. A tojó kisebb és könnyebb, mint a hím. Tollazatának színe a világosbarnától a sötétbarnáig terjed, fehér mintázattal. Hasa fehér.
A Közép-Európában telelő vetési ludak Eurázsia különböző területeiről származhatnak, ezért eltérő alfajokba tartozhatnak. A tundráról rövid, magas csőrű ludak érkeznek, az erdőzónából hosszú, lapos csőrűek. Csőrük színe is nagyon változékony: csúcsa általában a citromsárgától a narancssárgáig terjedő színű, alapja feketés. Lábuk narancsszínű

## Életmódja
Rövidtávú vonuló.  A ludak szeptemberben Európa északi tengerpartjainak öbleiben gyűlnek össze, és délnyugati irányba, telelőterületeikre vonulnak. Kemény teleken elkerülik a hideg területeket, és továbbvonulnak az atlanti partvidék mentén, még Marokkóig is elérhetnek. A szibériai vetési ludak egy része a Duna-medence fölött a Földközi-tenger medencéjének északi részéig és a Fekete-tengertől nyugatra fekvő mélyföldekig vonul. Meghatározott útvonalakon repülnek, és minden évben jól ismert pihenőhelyeiken szállnak meg. Márciusban indulnak ismét észak felé. A költési időszakban párosával élnek a víz közelében, a laza tűlevelű erdőkben vagy a cserjés tundrán. Vonuláskor és téli szállásaikon nagy kiterjedésű, nyugodt fennsíkokon pihennek, és csendes tavak vizén, úszva éjszakáznak. Ha fagy van, akkor a jégen alszanak.
Mint minden lúdféle, növényevő. Csőre széle fogazott, így könnyen letépi a füveket. Vakbele nagyon hosszú, itt mikroorganizmusok bontják le a cellulózt emészthető szénhidrátokká. Költőterületén minden friss zöld növényt megeszik, de a bogyókat és zuzmókat is. Telelőterületén fű és az őszi vetés képezi fő táplálékát. Már napfelkelte előtt a legelőre repül, ahol pihenőket és tisztálkodásokat közbeiktatva egészen napnyugtáig táplálkozik. Utána visszarepül hálóhelyére. Néhány helyen szinte csak a gabonavetést fogyasztják. Ezzel nagy problémát okoznak a gazdálkodóknak.

## Szaporodása
Egész életében egy partnere van. Télen úgy tűnik, hogy a partnerek szem elől tévesztik egymást a vándorcsapatokban, de költéskor ismét párokra válnak szét. Költőhelyeiken párzanak, ezt kevéssé feltűnő előjáték előzi meg, amikor is a partnerek nyakukat a vízbe mártják. Csak a vízen párzanak. A gúnár a tojó hátára mászik, így az elmerül a vízben. Párzás után mindketten felágaskodnak, és közben csapkodnak szárnyaikkal. A tojó választja ki a fészek helyét, ami többnyire ágak alatt vagy fagyökerek között található. Ezután fűszálakkal rakja ki a fészekmélyedést, a költés előrehaladtával pehelytollal is gazdagon kibéleli. A költési időszak a költési terület déli szélén május közepén kezdődik, észak felé haladva egyre későbbre tolódik, egészen június közepéig. 
Mocsarak, folyópartok közelében a talajon fészkel. Évente egyszer költ, a fészket csak a tojó készíti. A fészekalja 5–6 tojásból áll, melyen 25–30 napig kotlik. Csak a tojó kotlik, míg a gácsér a közelben őrködik. A tojó csak az utolsó tojás lerakása után kezd el kotlani, így az összes kisliba majdnem egyszerre kel ki a tojásból. A fiókák pehelytollazata kezdetben olajbarna, fejükön fekete csíkok vannak. A kislibákat mindkét szülő vezeti a vízhez, ahol friss mocsári növényeket legelnek. Két hónapos korukban kezdenek repülni, és szüleikkel a tenger közelébe vonulnak. A családok télen is összetartanak, így a fiatal és az idős madarak együtt vonulnak a téli szállásokra.

## Védettsége
Magyarországon természetvédelmi oltalom alatt nem áll, vadászható faj.